# Pontenure
Pontenure (Pontnür [põtˈnyːr] in dialetto piacentino) è un comune italiano di 6 719 abitanti della provincia di Piacenza, in Emilia-Romagna.

## Geografia fisica
Pontenure è collocato nella pianura Padana, nella porzione centro-settentrionale del territorio provinciale ad un'altitudine compresa tra 47 e 87 m s.l.m., sulla riva destra del torrente Nure, che segna il confine occidentale con il comune di Piacenza. Il confine orientale è, invece, segnato dal corso del torrente Riglio.
Il centro abitato è attraversato dal 45º parallelo, la linea equidistante fra il polo nord e l'equatore.

## Storia
La zona di Pontenure fu probabilmente abitata fin dal Neolitico, a causa dei resti dell'epoca ritrovati nel vicino comune di Fiorenzuola d'Arda, in località Capanna di Palazzina di Olza. Con l'arrivo dei romani la zona, grazie alla presenza dei torrenti Nure e Riglio, diventò un importante centro agricolo, ne sono testimoni iscrizioni rinvenute a Paderna, Albiano e nello stesso capoluogo.
I ritrovamenti più importanti riguardano una villa con mosaici, oggi conservati al museo archeologico nazionale di Parma, localizzata nelle vicinanze della cascina San Martino ed una necropoli con una costruzione romano-barbarica ritrovate nel 1952 ad Albiano in seguito alla frana di una sponda del Nure. Si presume che Pontenure possa essere l'Emporio di Victumviae (o Victumulae) citato da Tito Livio nel dodicesimo libro delle Storie come un emporio fortificato che nei pressi di Piacenza che Annibale aveva cercato di conquistare con fanti, cavalli ed elefanti. Lo stesso toponimo Pontenure risale all'epoca romana: il capoluogo infatti era stato insediato per difendere il vicino ponte sul Nure: dalle parole Pontis e Nurae derivò poi il nome Pontenure.

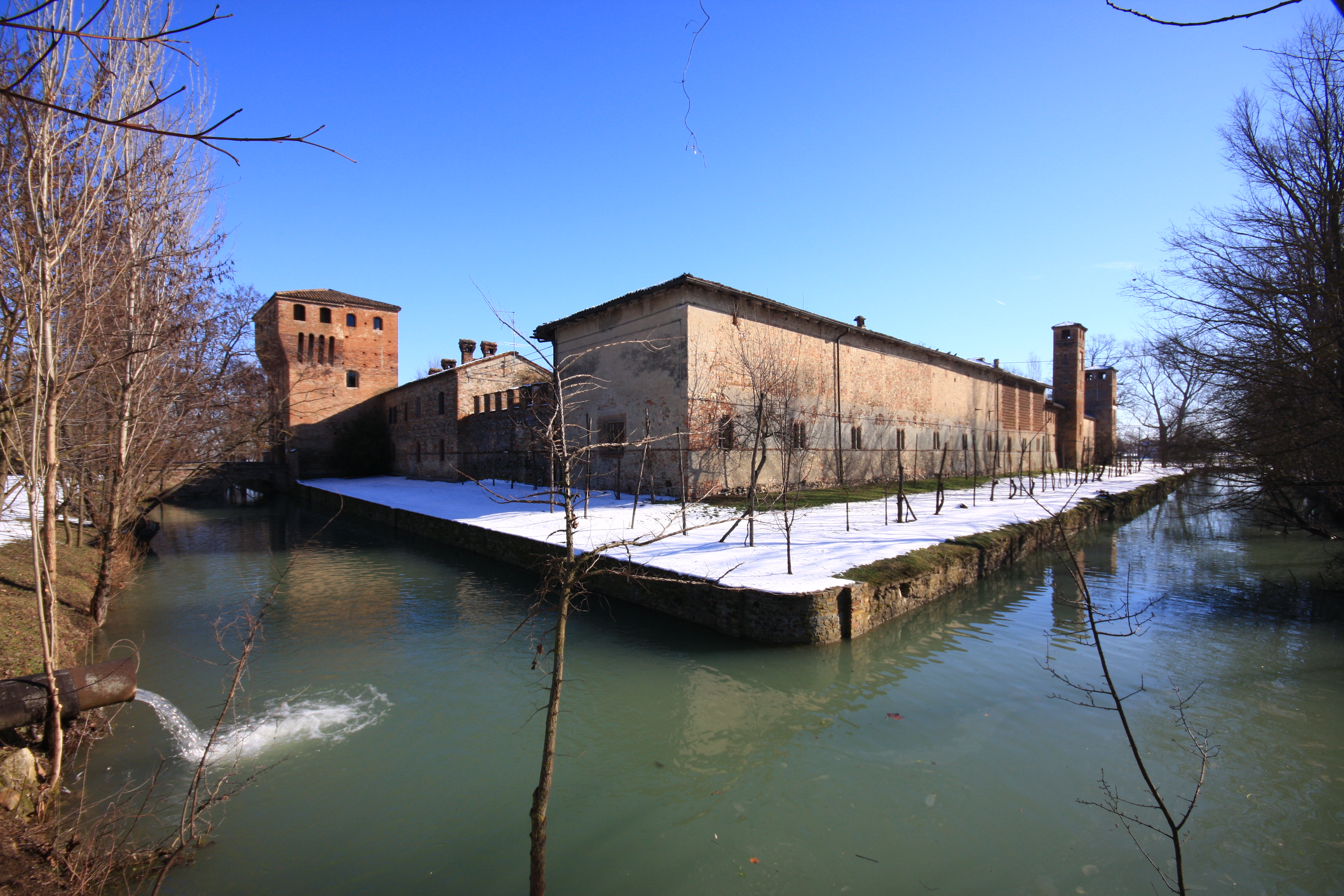
Il castello di Paderna.

Il toponimo Pontenure è poi citato in carte del IX secolo che parlano di fondus e locus, cioè di un centro di limitata grandezza. Nel secolo successivo si parla invece di castrum a testimonianza della costruzione di fortificazioni. Attorno all'anno Mille diversi possedimenti risultavano dipendenti dal monastero di Santa Brigida di Piacenza. Nel XII secolo si costituì libero comune. Nel 1117, con l'imperatore Enrico V di Franconia accampato nella vicina Roncaglia, frazione di Piacenza, fu teatro di una battaglia tra piacentini e parmigiani.
Nel 1216 venne occupato da truppe pavesi, cremonesi e parmigiane in seguito alla sconfitta delle truppe piacentine alleate ai milanesi. In seguito a quest'episodio vennero distrutti molti castelli della zona tra i quali quello situato nel capoluogo ed il castello di Paderna. Nel XIII secolo esisteva a Pontenure un ospedale a testimoniare l'importanza dell'insediamento. Nei primi anni del trecento Alberto Scotti, capo della fazione guelfa appena cacciato da Piacenza occupò la rocca di Pontenure. Nel 1316 le due fazioni si unificarono cedendo il paese a Galeazzo I Visconti che fece ricostruire le fortificazioni del castello, che era stato alla famiglia Mancassola nel 1314. Il castello fu poi raso al suolo nel 1337 da Azzone Visconti.

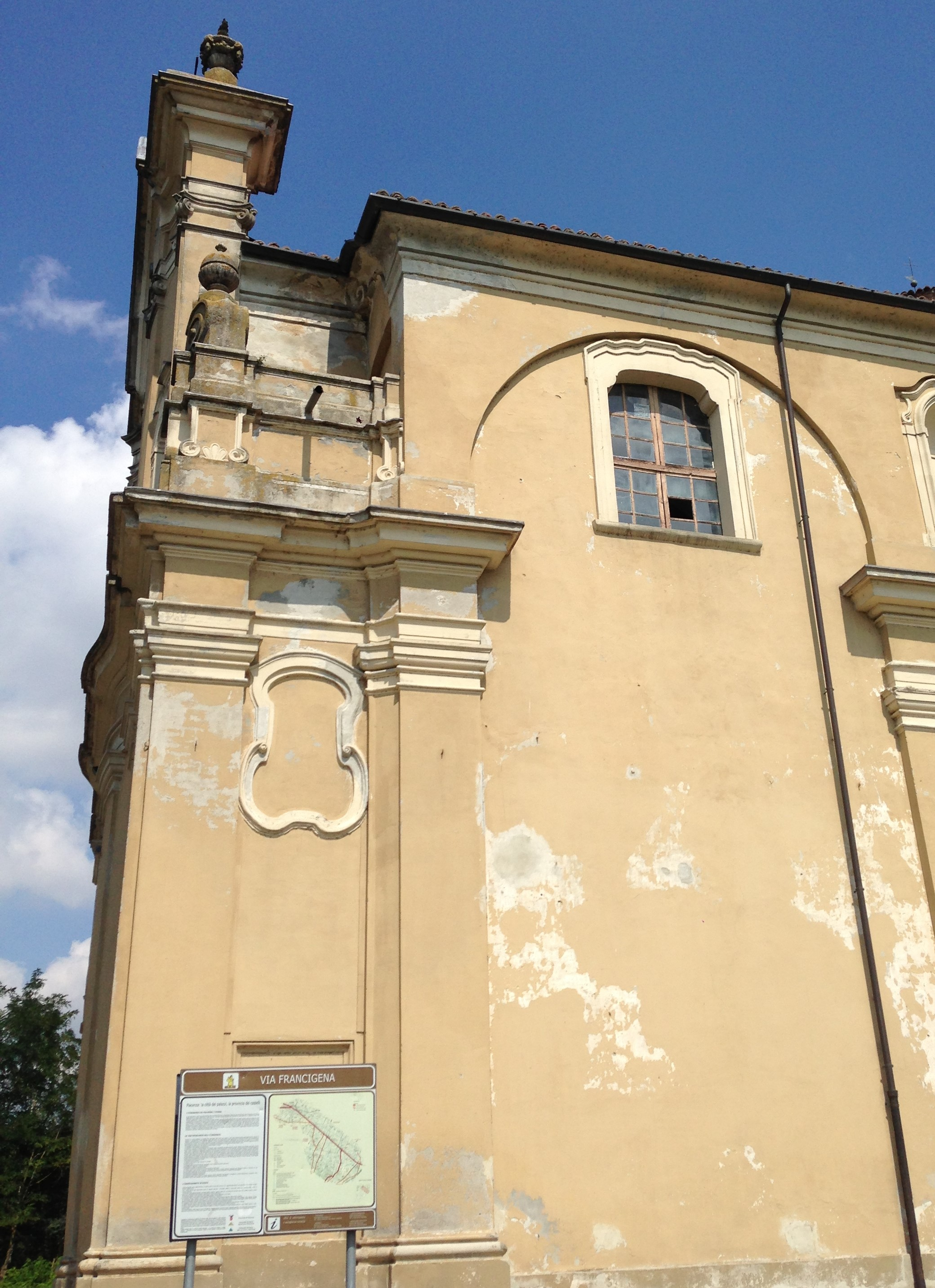
La chiesa di San Pietro Apostolo a Paderna

Nel 1446 il condottiero Bartolomeo Colleoni venne arrestato nei pressi di Pontenure per ordine del duca di Milano Filippo Maria Visconti che temeva collusioni col nemico, per il conto del quale Colleoni aveva radunato un esercito al fine di riconquistare Cremona. Il 7 giugno 1453 l'abate del monastero di San Savino di Piacenza, Ruffino Landi, nominò il cognato Melchiorra Marazzani signore delle terre di Paderna.
Il 25 agosto 1455 Zanino Nicelli venne investito del feudo di Muradello ricevendo poi dal duca di Milano Francesco Sforza il diritto di edificarvi un castello.
Nel XVII secolo Pontenure fu duramente colpito dalla peste del 1630 che causò circa cinquecento vittime che furono sepolte nei pressi del Nure. Nel Settecento la zona era sotto il controllo della famiglia Cigala Fulgosi che ogni anno si alternava con la famiglia Fantoni nella giurisdizione del luogo; invece la contea di Muradello era governata dal conte Alessandro Nicelli, quella di Paderna da Antonio Camillo Marazzani Visconti, e quella di Valconasso dal conte Gian Francesco IV Marazzani.
Nel 1816 Pontenure ricevette la visita della duchessa Maria Luisa d'Asburgo-Lorena, ospite della famiglia Marazzani; sotto al suo governo le condizioni del paese conobbero un periodo di progressivo miglioramento, culminato nel 1833 con la costruzione del nuovo ponte sul Nure che andava a sostituirne un altro, ormai inadatto a sostenere il traffico che si sviluppava lungo la via Emilia. Dopo l'unità d'Italia il comune conobbe l'industrializzazione e nel 1918 la società Rizzi e C., già in attività dal 1908, acquisì la fornace Raggio diventando il punto di riferimento del sistema industriale locale.

### Onorificenze
Pontenure è tra le città decorate al valor militare per la guerra di liberazione, insignita il 9 maggio 1994 della medaglia di bronzo al valor militare per i sacrifici delle sue popolazioni e per l'attività nella lotta partigiana durante la seconda guerra mondiale:

## Monumenti e luoghi d'interesse

### Architetture religiose
- Chiesa di San Pietro Apostolo[11][12], sorta come pieve monastica probabilmente già in epoca longobarda è documentata agli inizi del 1000. Con la sua caratteristica torre campanaria medievale ricavata a partire da una torre costruita con funzioni difensive e parte, a partire dal XII secolo, di una fortificazione posta a difesa dei primi edifici religiosi locali[13].
- Chiesa parrocchiale di San Colombano di Muradello, dedicata al santo missionario irlandese e sorta nel XVII secolo per volere del conte Giovanni Nicelli suoi resti di un precedente edificio dedicato a San Bernardino. La chiesa presenta una facciata in stile neoclassico tripartita e con lesene di ordine dorico sugli angoli. L'interno è a navata singola su cui si aprono su entrambi i lati due cappelle votive[14].

### Architetture civili
- La Bellotta, villa in stile neoclassico costruita tra la fine del Settecento e l'inizio dell'Ottocento situata nella frazione di Valconasso. La villa è composta da una galleria centrale, dotata di sala da pranzo, mentre sul lato occidentale si trovano la sala da ballo e la sala del biliardo. Al piano superiore, a cui si accede da uno scalone si trovano le camere da letto[15].

### Architetture militari
- Castello di Muradello, fortificazione risalente al Quattrocento costruita per volontà della famiglia Nicelli. Il complesso, parzialmente rimaneggiato a scopi agricoli e abitativi, presenta una torre di accesso a base quadrata che, non presentando tracce di un ponte levatoio fu, probabilmente, aggiunta al progetto originale dopo l'interramento del fossato[16].
- Castello di Paderna, esistente sin dall'XI secolo, venne ceduto nel 1453 dai monaci del monastero di San Savino di Piacenza alla famiglia Marazzani dei cui discendenti è di proprietà. Il complesso presenta una struttura trapezoidale circondata da un fossato che conserva la presenza dell'acqua. All'interno del fossato, ma isolato dagli altri corpi di fabbrica si trova il dongione, che mantiene un ingresso indipendente e che in origine era dotato di proprio ponte levatoio[17].
- Torre Canevaro, torre di fattura cinquecentesca posta nei pressi del ponte sul torrente Nure della via Emilia, prende il nome dalla famiglia Canevaro a cui arrivò per il lascito ereditario della nobile signora Savini. La torre è collegata, tramite un portico con loggiato, a una dimora di campagna[18].
- Castello di Valconasso, costruito in data incerta, a partire dall'inizio del XIII secolo fu di proprietà della famiglia Mancassola[19]. Nel 1314 venne invece distrutto dalle forze di Galeazzo I Visconti che poi lo concesse di nuovo ai Mancassola, a cui rimase fino alla fine del Seicento, prima di passare più volte di mano. Il complesso, fortemente rimaneggiato, è stato riattato per un uso residenziale[20].

### Altro
- Parco di villa Raggio, ideato alla fine dell'Ottocento e situato nel centro del paese, si estende per circa 42000 m² contiene circa 750 piante divise in settori dove si trovano essenze tra loro omogenee[21].

## Società

### Evoluzione demografica
Abitanti censiti

### Etnie e minoranze straniere
Al 31 dicembre 2023 la popolazione era di 1 112 persone, pari al 16,67% della popolazione.

## Cultura

### Eventi
La seconda domenica di settembre viene organizzata la festa dell'asino: la manifestazione trae origine da un episodio avvenuto nel 1901 quando, durante una festa popolare, un asino, legato con un uncino ad una corda tesa all'altro angolo della piazza e dotato di ali posticce, fu calato dalla torre campanaria della chiesa di San Pietro Apostolo. Arrivati a pochi metri d'altezza, il peso dell'animale causò la rottura della corda e la conseguente caduta che, tuttavia, non causò danni né agli spettatori né all'asino. All'evento è dedicata una poesia dialettale di Valente Faustini che, secondo alcuni, fu anche l'ideatore del tutto.
Ogni anno, a partire dal 2002, nel mese di agosto si tiene nel parco di villa Raggio il festival internazionale del cortometraggio Concorto Film Festival che si pone come obiettivo la ricerca di opere di giovani registi esordienti.

## Infrastrutture e trasporti

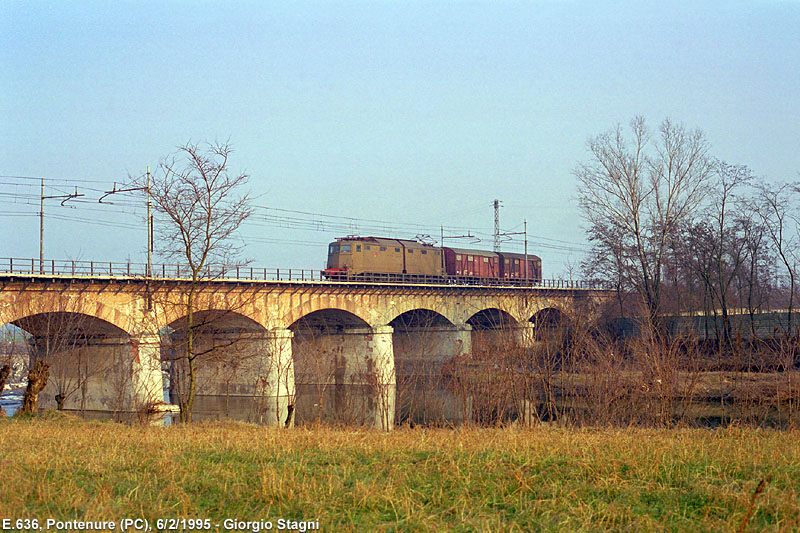
Il ponte ferroviario sul Nure.

Il centro del capoluogo è attraversato dalla via Emilia e dalla ferrovia Milano-Bologna su cui è posta la stazione di Pontenure. Il territorio comunale è attraversato anche dall'Autostrada del Sole e dalla ferrovia ad alta velocità Milano-Bologna che, tuttavia, pur avendo una funzione di valenza nazionale non presentano degli allacci col sistema delle infrastrutture locali pontenuresi.
Il capoluogo è collegato con San Giorgio Piacentino dalla strada provinciale 32 di Sant'Agata e con Caorso dalla strada provinciale 53 di Muradolo.

## Amministrazione
Di seguito è presentata una tabella relativa alle amministrazioni che si sono succedute in questo comune.
| Periodo          | Periodo          | Primo cittadino  | Partito                          | Carica  | Note   |
| ---------------- | ---------------- | ---------------- | -------------------------------- | ------- | ------ |
| 22 agosto 1985   | 20 luglio 1990   | Adriano Paratici | Partito Comunista Italiano       | Sindaco | [ 28 ] |
| 20 luglio 1990   | 23 novembre 1992 | Franco Camia     | Partito Socialista Italiano      | Sindaco | [ 28 ] |
| 23 novembre 1992 | 24 aprile 1995   | Luigi Demicheli  | Democrazia Cristiana             | Sindaco | [ 28 ] |
| 24 aprile 1995   | 14 giugno 1999   | Luigi Demicheli  | Centro-sinistra e Liste civiche  | Sindaco | [ 28 ] |
| 14 giugno 1999   | 14 giugno 2004   | Luigi Demicheli  | Lista civica                     | Sindaco | [ 28 ] |
| 14 giugno 2004   | 8 giugno 2009    | Angela Fagnoni   | Lista civica                     | Sindaco | [ 28 ] |
| 8 giugno 2009    | 26 maggio 2014   | Angela Fagnoni   | Lista civica Pontenure nel cuore | Sindaco | [ 28 ] |
| 26 maggio 2014   | 27 maggio 2019   | Manola Gruppi    | Lista civica Pontenure nel cuore | Sindaco | [ 28 ] |
| 27 maggio 2019   | 9 giugno 2024    | Manola Gruppi    | Lista civica Si può fare         | Sindaco | [ 28 ] |
| 9 giugno 2024    | in carica        | Giuseppe Carini  | Lista civica Cambiamo Pontenure  | Sindaco | [ 28 ] |

### Gemellaggi
- Olkusz, dal 2005[29].
- Minas
- Vasilevo, dal 2023[30].

### Altre informazioni amministrative
Pontenure ha fatto parte dell'Unione dei Comuni della via Emilia Piacentina, insieme ai comuni di Cadeo, Fiorenzuola d'Arda e Alseno, tra il 2013, anno di costituzione dell'ente, e il 1º gennaio 2018, data in cui fu operativa l'uscita dall'unione dei comuni di Pontenure e Fiorenzuola d'Arda.

## Sport

### Calcio
La principale squadra di calcio di Pontenure è l'A.S.D. Pontenurese 1922 che, fondata nel 1922, milita nella stagione 2023-2024 nel campionato di Promozione Emilia-Romagna.
La seconda squadra di calcio del comune, attiva fino alla stagione 2015-2016, al termine della quale ha sospeso la propria attività, è stata la F.C. Polisportiva Pontenure militante in Seconda Categoria.